# Lomowo (Kaliningrad)
Lomowo (russisch Ломово, deutsch Puspern, auch Pabbeln sowie Tublauken, 1938 bis 1945 Schweizersfelde,  litauisch Pusperiai) ist ein Ort in der russischen Oblast Kaliningrad. Er gehört zur kommunalen Selbstverwaltungseinheit Stadtkreis Gussew im Rajon Gussew.

## Geographische Lage
Lomowo liegt etwa elf Kilometer nordöstlich der Stadt Gussew (Gumbinnen) an einer Nebenstraße (27K-055), die von Gussew über Podgorowka (Groß Baitschen) nach Kalinowo (Alt Budupönen/Altpreußenfelde) führt. Die heutige Siedlung wird durch den Narpe-Kanal (russisch: kanal Nerpa) in den Nord- und in den Südteil untergliedert.
Die nächste Bahnstation ist Diwnoje Nowoje (Bahnhof Trakehnen) an der Bahnstrecke Kaliningrad–Tschernyschewskoje der einstigen Preußischen Ostbahn zur Weiterfahrt nach Moskau.

## Geschichte

### Puspern
Der heutige Nordteil Lomowos, das einstige Puspern war vor 1945 ein kleines Dorf mit großem Gut mit den einbezogenen Ortsteilen Gut Puspern, Klein Puspern, Packledimm (nicht mehr existent) und Bahnhof Trakehnen (heute russisch: Diwnoje). Bereits im Jahre 1557 wurde der Ort erstmals erwähnt. Am 18. März 1874 wurde Puspern Amtsdorf und namensgebend für einen neu errichteten Amtsbezirk, der bis 1945 bestand und zum Kreis Gumbinnen im Regierungsbezirk Gumbinnen der preußischen Provinz Ostpreußen gehörte.
In Puspern waren im Jahre 1910 469 Einwohner registriert, von denen 294 im Gutsbezirk, 175 in der Landgemeinde lebten. Ihre Gesamtzahl lag 1933 bei 440 und betrug 1939 441.
Im Jahre 1945 kam Puspern in Kriegsfolge mit dem nördlichen Ostpreußen zur Sowjetunion.

#### Amtsbezirk Puspern (1874–1945)
Der Amtsbezirk Puspern bestand ursprünglich aus acht Dörfern, am Ende waren es noch sechs:
| Ortsname       | Änderungsname 1938 bis 1946 | Russischer Name            | Bemerkungen                                        |
| -------------- | --------------------------- | -------------------------- | -------------------------------------------------- |
| Eysseln        |                             | Kubanskoje                 |                                                    |
| Grünhaus       |                             | Seljonoje                  |                                                    |
| Pabbeln        |                             | Sewerskoje, später: Lomowo |                                                    |
| Puspern, Dorf  |                             | Lomowo                     |                                                    |
| Puspern, Gut   |                             |                            | 1928 in die Landgemeinde Puspern eingegliedert     |
| Schorschienen  | Moosgrund                   | Gawrilowo                  |                                                    |
| Schröterlauken | Schrötersheim               | Podgorowka                 | vor 1900 in die Landgemeinde Puspern eingegliedert |
| Tublauken      | Schweizersfelde             | Rabotkino, jetzt: Lomowo   |                                                    |

Am 1. Januar 1945 bildeten den Amtsbezirk Puspern die Orte: Eysseln, Grünhaus, Moosgrund, Pabbeln, Puspern und Schweizersfelde.
Schule
Im Dorf Puspern bestand eine Volksschule. Sie war einklassig und verfügte über ein etwa 1937 errichtetes Schulgebäude.

#### Persönlichkeiten
Mit dem Ort verbunden
- Theodor Kaeswurm (1825–1883), Rittergutsbesitzer und Parlamentarier auf Gut Puspern
- Gustav von Deutsch (1825–1878), deutscher Jurist und Offizier im Sessionskrieg, verstarb am 2. Oktober 1878 auf Gut Puspern

### Pabbeln / Sewerskoje
Der genaue Zeitpunkt der Gründung des etwa zwei Kilometer nordwestlich von Puspern gelegenen Pabbeln ist unbekannt. Die Pestepidemie von 1709/1710 soll nur ein Dorfbewohner überlebt haben. Wiederbesiedelt wurde der Ort u. a. mit Salzburger Exulanten. 1874 wurde der Ort als Landgemeinde dem Amtsbezirk Puspern zugeteilt. 1910 wohnten in Pabbeln 116 Einwohner, 1933 waren es 110 und 1939 noch 99.
Im Jahr 1945 kam Pabbeln in Kriegsfolge mit dem nördlichen Ostpreußen zur Sowjetunion. 1947 erhielt der Ort die russische Bezeichnung Sewerskoje und wurde gleichzeitig dem Dorfsowjet Brjanski selski Sowet im Rajon Gussew zugeordnet.
Schule
In Pabbeln gab es seit dem 19. Jahrhundert bis 1932 eine Schule.

### Tublauken (Schweizersfelde) / Rabotkino
Der den heutigen Südteil der Siedlung bildende einstige Ort Tublauken war ein ehemaliges Koloniedorf schweizerischer Zuwanderer. Zu dem Dorf gehörte seit Ende des 19. Jahrhunderts das Gut Schröterslauken (1938 bis 1946 Schrötersheim, russisch: Oneschskoje, jetzt Podgorowka). Zwischen 1874 und 1945 gehörte das 1938 in „Schweizersfelde“ umbenannte Dorf zum Amtsbezirk Puspern im Kreis Gumbinnen im Regierungsbezirk Gumbinnen der preußischen Provinz Ostpreußen. In Tublauken lebten im Jahre 1910 290 Einwohner, 1933 waren es noch 235 und 1939 nur noch 215.
Wie alle anderen Orte im nördlichen Ostpreußen kam auch Schweizersfelde 1945 zur Sowjetunion. 1947 erhielt der Ort (als Tublauken) die russische Bezeichnung Rabotkino und wurde gleichzeitig dem Dorfsowjet Brjanski selski Sowet im Rajon Gussew zugeordnet.
Schule
Tublauken resp. Schweizersfelde war Schulort. Hier stand ein nach 1920 erbautes Schulgebäude, in dem zweiklassig unterrichtet wurde.

### Lomowo
Im Jahr 1947 erhielt Puspern die russische Bezeichnung Lomowo und wurde gleichzeitig dem Dorfsowjet Brjanski selski Sowet im Rajon Gussew zugeordnet. 1950 erhielten Klein Puspern und die benachbart liegende Ortsstelle zu Puspern gemeinsam eigenständig die russische Bezeichnung Nekrassowo. Auch dieser Ort wurde dem Brjanski selski Sowet zugeordnet. Vor 1975 wurden Sewerskoje und Rabotkino an Lomowo angeschlossen. Vor 1988 wurde auch Nekrassowo (wieder) an Lomowo angeschlossen. Von 2008 bis 2013 gehörte Lomowo zur Landgemeinde Kalininskoje selskoje posselenije und seither zum Stadtkreis Gussew.

## Kirche
Die Bevölkerung sowohl Pusperns als auch Tublaukens resp. Schweizersfeldes war vor 1945 fast ohne Ausnahme evangelischer Konfession. Beide Dörfer waren in das Kirchspiel der Kirche Szirgupönen (der Ort hieß zwischen 1936 und 1938: Schirgupönen, 1938 bis 1946: Amtshagen, ab  1946: Dalneje, ist heute nicht mehr existent) eingepfarrt. Damit gehörten sie zum Kirchenkreis Gumbinnen in der Kirchenprovinz Ostpreußen der Kirche der Altpreußischen Union.
Heute liegt Lomowo im Einzugsbereich der in den 1990er Jahren neu entstandenen evangelisch-lutherischen Gemeinde der Salzburger Kirche in Gussew (Gumbinnen). Sie ist Teil der Propstei Kaliningrad (Königsberg) der Evangelisch-lutherischen Kirche Europäisches Russland.